# Всехсвятское кладбище (Тула)
Всехсвятское кладбище — старейшее мемориальное кладбище Тулы, на территории которого находится Всехсвятский кафедральный собор.

## История
В 1772 году, после выхода указа Екатерины II о запрете захоронений в черте города при церквях в связи с эпидемией чумы, власти Тулы выделили на южной окраине города место под новое кладбище. Умерших же от чумы было немного. По отчётам Тульской канцелярии, умерло 12 человек мужского пола, при этом женщины не учитывались. Кладбище окопали рвом и первоначально на нём хоронили только умерших от чумы. Немного позже там поставили деревянную церковь. Для экономии места людей на кладбище хоронили ярусами. В результате захоронения оказывались неглубокими и на кладбище стоял ужасный запах. Так продолжалось до 1839 года, пока новый губернатор Тулы А. Е. Аверкиев не занялся его благоустройством. Он обратился к епископу Тульскому и Белёвскому Дамаскину с просьбой убедить прихожан найти средства на ограду. Позже на пожертвованную купеческим обществом сумму сделали высокий вал и глубокую канаву.
Со временем городская территория, прилегающая к кладбищу, оказалась плотно застроенной жилыми домами. Кладбище в свою очередь продолжало пополняться всё новыми и новыми могилами. В результате санитарное состояние вновь ухудшилось, и жители близлежащих домов обратились к властям с просьбой о благоустройстве кладбища. В 1847 году губернатор Н. Н. Муравьёв распорядился поправить повреждённые вал и въездные ворота, построить караульный дом и нанять сторожей, которые бы следили за тем, чтобы на месте старых могил не вырывали новые, а плотность захоронений не была слишком большая. Все эти расходы губернатор планировал произвести за счёт города, но дума ответила отказом. Так как плата за отвод места и выкапывание могил не являлась источником дохода кладбища, то пришлось собирать пожертвования, чтобы как-то благоустроить кладбище. Деньги на строительство каменной ограды стали собирать в 1881 году, а её закладка произошла лишь 31 июля 1900 года. Спустя год кладбище с южной стороны города было ограждено каменной стеной.
Осенью 1864 года прихожане католической общины Тулы обратились с просьбой к православной епархии о выделении места на кладбище для захоронения своих прихожан. Разрешение было получено, и вскоре на Всехсвятском кладбище появился лютеранско-католический участок, отделённый от остальной части кладбища рвом. Позже, при строительстве каменной ограды, был сооружён и отдельный вход — ворота с башенками в готическом стиле (сохранились до нынешнего времени, но закрыты пристроенными хозпостройками). В годы Великой Отечественной войны эта часть кладбища подвергалась вандализму: множество обелисков с этого участка можно увидеть на могилах ветеранов войны, причём на некоторых даже не сбиты первоначальные тексты. Не так давно некоторые надгробия удалось восстановить. Но весной 2011 года эта часть кладбища опять подверглась набегу вандалов: все восстановленные надгробия были стащены и сброшены в склепы.
|                |                         |                        |               |                                                  |
| Чугунный крест | Могила Ариады Гоголевой | Могила Фёдора Токарева | Фигура ангела | Выездные ворота на лютерано-католический участок |

В 1889 году на южной стороне кладбища отвели участок для захоронения военных, которые, как посчитали власти, должны покоится в определённом месте, а не вразброс по всему кладбищу. Позже, в 1914 году, этот участок увеличился за счёт захоронения военных, павших в Первую мировую.
В 1910 году началось строительство каменной стены с восточной стороны кладбища, а со временем оно было огорожено полностью по периметру.
1 августа 1969 года Всехсвятское кладбище было закрыто. В настоящее время здесь разрешены только родственные подхоронения урн с прахом; но по разрешению местных властей изредка производятся единичные захоронения духовенства и церковнослужителей. 
Всехсвятское кладбище имеет большую культурную и художественную ценность. Это обусловлено наличием саркофагов и надгробий различной формы, выполненных из белого камня, гранита, мрамора и металла в стилях начиная от барокко и заканчивая модерном, а также наличием кованых крестов и оград. На Всехсвятском кладбище сохранились семейные захоронения знаменитых купеческих родов — Добрыниных, Лугининых, Ливенцевых, Баташевых, Черниковых, Белобородовых. К северу от храма похоронены предки и родственники мецената Д. Я. Ваныкина. Старые памятники периодически реставрируются.
Здесь покоятся выдающиеся оружейники-конструкторы П. П. Третьяков, Ф. В. Токарев; известные кондитеры Белолипецкие, И. А. Скворцов, П. И. Козлов; основатель городского парка санитарный врач П. П. Белоусов; замечательные тульские врачи Ф. С. Архангельский, Я. С. Стечкин, В. Ф. Дагаев; автор трудов по истории церкви и церковному краеведению П. И. Малицкий.
На Всехсвятском кладбище — три братских захоронения (офицерское и два солдатских) воинов, погибших в боях при обороне Тулы и скончавшихся от ран в тульских госпиталях в годы Великой Отечественной войны. 8 ноября 2021 года на стене Всехсвятского кладбища установили мемориальную доску в память об ужесточенных боях в годы Великой Отечественной войны.
За счет средств муниципального бюджета в 2022 году были проведены первоочередные противоаварийные мероприятия по ремонту и реставрации на участке стены со стороны ул. Л. Толстого — объекте культурного наследия регионального значения. Объём работ составил порядка 250 кв. метров, реставрация проведена с максимальным сохранением изначального кирпича, также использовали новый материал для усиления конструкции и замены пришедших в негодность элементов, после чего кирпич состарили.

## Похороненные на кладбище

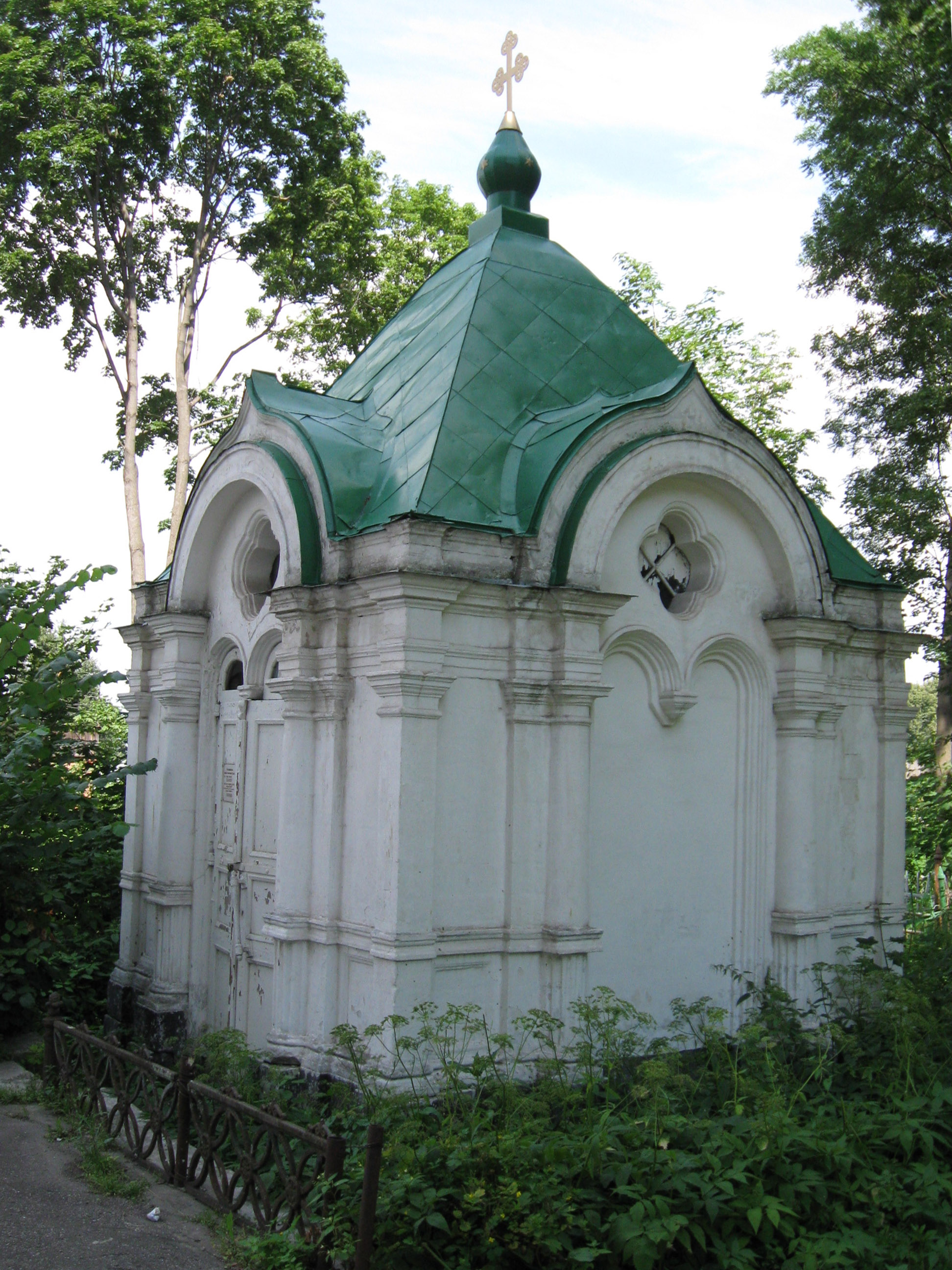
Склеп-часовня семьи Н. И. Ждановского (статский советник, управляющий Тульской казённой палатой)

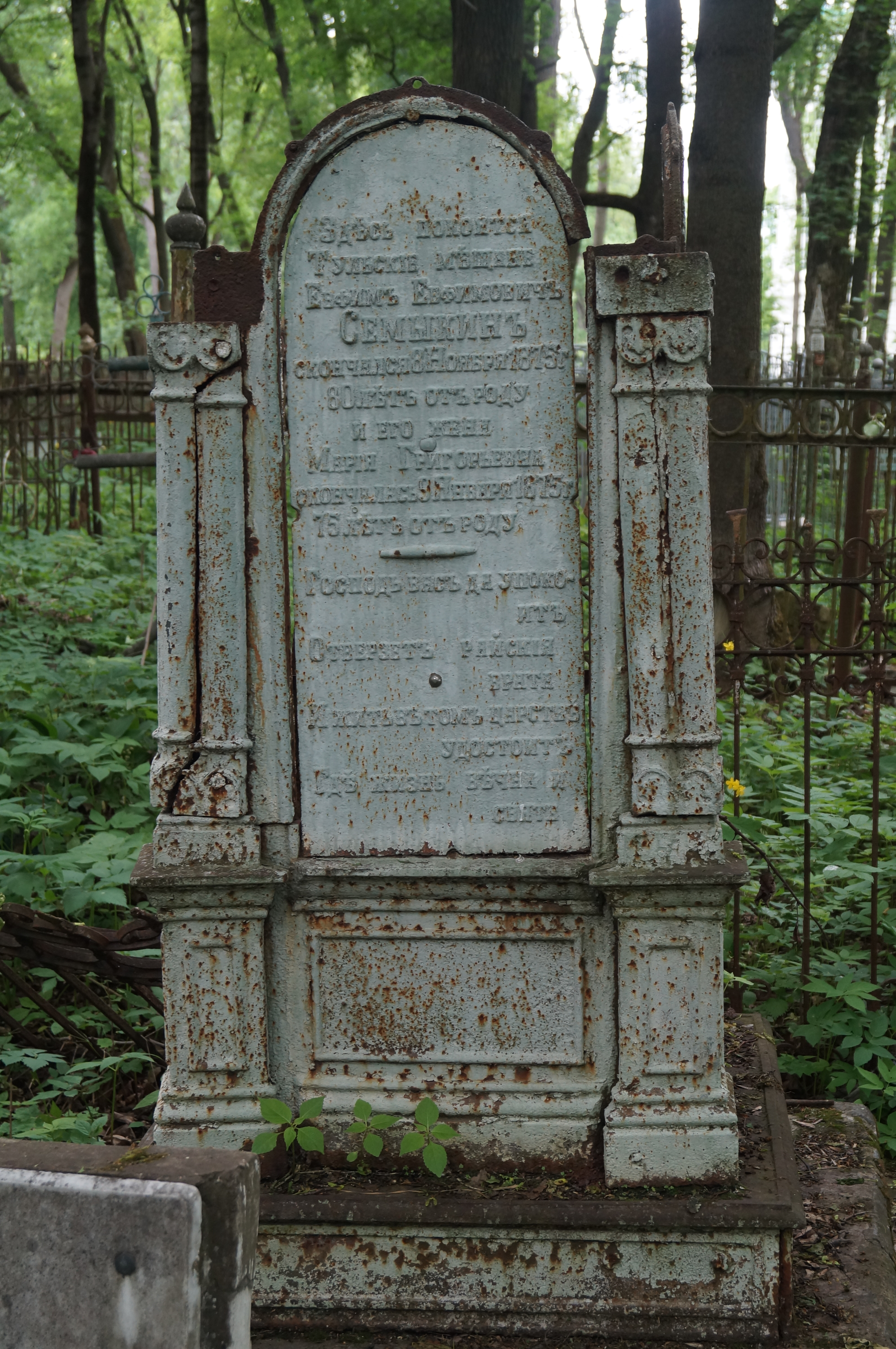
Одна из заброшенных могил

См. также: Похороненные на Всехсвятском кладбище (Тула)
- склеп-часовня семьи Н. И. Ждановского.
- семейный некрополь Добрыниных (XVIII—XIX века)
- семейный некрополь Ливенцевых (XIX век)
- Надгробия Лугининых (XVIII в.).
- семейство Д. Я. Ваныкина — основателя городской Ваныкинской больницы.
- В. П. Грушецкий — инициатор создания Ваныкинской больницы, первый её главврач.
- Веницеева (р. Баскакова), Мария Васильевна 1761—1831), основательница Тульского инвалидного дома.
- П. П. Белоусов (1856—1896), санитарный врач, основатель городского парка.
- Покровский, Пётр Михайлович (1857—1901), профессор Киевского университета.
- Эварист Сковронский (1846—1909) — губернский архитектор, построивший в Туле Успенский кафедральный собор, Феодосиевскую церковь и Храм Святых Апостолов Петра и Павла.
- Н. И. Белобородов (1828—1912), изобретатель хроматической гармонии.
- Третьяков, Павел Петрович (1864—1937), конструктор стрелкового оружия.
- Г. А. Агеев (1902—1941), комиссар Тульского рабочего полка, Герой Советского Союза.
- Баташёв, Александр Степанович (1848—1912), предприниматель, меценат. Почётный гражданин Тулы.
- Баташёва, Александра Васильевна (1864—1942), основательница больницы в Иншинке.
- Д. А. Зайцев (1918—1944), лётчик, погиб в бою, Герой Советского Союза.
- В. А. Беляев (1914—1947), участник битвы за Днепр, погиб при исполнении служебных обязанностей, Герой Советского Союза.
- Стечкин, Яков Сергеевич (1889—1955), известный тульский врач.
- А. А. Волков (1905—1965), конструктор авиационного оружия, лауреат Государственной премии СССР.
- Ворогушин, Юрий Владимирович (1913—1965), заслуженный художник РСФСР.
- Ф. В. Токарев (1871—1968), конструктор стрелкового оружия, Герой Социалистического Труда, лауреат Государственной премии СССР.
- Соболевский, Григорий Витальевич (1867—1936), врач, энтомолог, музыкант, тульский краевед, путешественник.
- Дрейер, Иван Рудольфович (1886—1919), врач.
- Дрейер, Рудольф Августович (1856 — 1907), врач, основатель железнодорожной больницы.
- Дрейер, Антонина Рудольфовна (1888—1955), врач, организатор медицины.
- Шамины, Павел и Яков Фёдоровичи, основатели тульского мясокомбината.
- Смидович, Александр-Викентий Игнатиевич (1835—1894), врач, отец В. В. Вересаева.
- Малицкий, Павел Иванович (1851—1919), писатель, церковный педагог.
- П. Д. Мощанский (1891—1955), первый декан факультета русского языка и литературы Тульского государственного педагогического института
- Троицкий, Николай Иванович (1851—1920), писатель, основатель Тульской палаты древностей (1886).
- Рудаков, Александр Петрович (1866—1940), византолог, тульский краевед; профессор.
- Тыдельский, Вильгельм Адольф Иванович (1849 — ?), горный инженер, публицист.
- Тюрин, Евграф Васильевич (1798? — 1872), архитектор.
- Руднев, Николай Всеволодович, сын Всеволода Фёдоровича Руднева.

|                                                                               |  |  |  |  |
| - Медиафайлы по теме Военные мемориалы на Всехсвятском кладбище на Викискладе |  |  |  |  |